# アレクサンダー・ヴァンデグリフト
アレクサンダー・アーチャー・ヴァンデグリフト（Alexander Archer Vandegrift、1887年3月13日 - 1973年5月8日）は、アメリカ合衆国の海兵隊員。海兵隊大将。モットーは『我が海兵隊には降伏という伝統はない』。
彼はガダルカナルの戦いにおいて第1海兵師団を指揮し、その功績で名誉勲章を受章した。
その後第18代海兵隊総司令官を務め、現役勤務中に大将に昇進した初の海兵隊将官であった。
容貌は身長172センチ。中肉中背で端正な顔立ちをしていた。髪の毛は少なく、青い目をしていた。力強い顎の先は二つに分かれていて、顎全体は両ほほの肉によって柔和されていた。言葉にヴァージニアなまりがあった。

## 生い立ち
ヴァンデグリフトは1887年3月13日にバージニア州シャーロッツヴィルに生まれる。彼の先祖はオランダ系移民で18世紀に移住した。祖父が南北戦争で活躍したことを子供のころから良く聞かされていて、彼はバージニア大学を3年で中退した後、ワシントンにあるスワベリー予備役に入り、やがて海兵隊の入隊試験に合格、1909年1月22日に海兵隊少尉として任官した。

## 第二次世界大戦
准将になっていたヴァンデグリフトは、アメリカが第二次世界大戦に参戦する直前の1941年11月に第一海兵師団に配属された。1942年3月には少将に昇進し、5月には初めて外征する第一海兵師団の師団長として南太平洋に向けて出航した。同年8月7日は、第一海兵師団を率いてソロモン諸島のガダルカナルに上陸した。これは大戦において日本に対する初めての大規模な地上からの反撃であった。1943年7月には第一海兵軍団の司令官となり、エンプレス・オーガスタ湾、ブーゲンビル島、ソロモン諸島北部などへの上陸作戦を指揮した。上陸が成功すると、海兵隊の総司令官となるためにワシントンに呼び戻された。また、このほか第二次世界大戦中は日本軍の分析などにも関わった。

## 名誉勲章受章時の大統領感状
ガダルカナルの戦いでの功績による名誉勲章受章時における大統領感状の直訳は、次のようなものであった。
1942年8月7日から12月9日にかけて、ソロモン諸島の敵日本軍部隊に対する作戦において第1海兵師団の司令官としての義務の要求を越えて傑出し、そして英雄的な業績による。
天候、地形そして疫病と彼の任務を難しく冒険的な事業にする悪条件の中、彼の指揮する海、陸そして陸軍航空隊、海軍そして海兵隊を含むアメリカ軍部隊最初の上陸波と次の任務はヴァンデグリフト少将の指揮によって著しい成功を収めた。
彼の不屈、勇気そして機知に富んでいたことは、強く断固とし、そして経験豊富な敵に勝り、そして彼の部下を鼓舞する指揮の下にある部下の勇敢な闘争心により、彼らは空、陸そして海の攻撃に耐えることを可能にし、そして敵を混乱させ、破壊した。
この危険だが、極めて重要な作戦において、彼の生命の絶え間ない危険によって達成し、敵に対する我が方の部隊の更なる作戦とその首尾良い完了のために価値のある機知を確保することを可能とし、大きな名誉をヴァンデグリフト少将と彼の部隊そして合衆国海軍にもたらした。

## 海兵隊総司令官

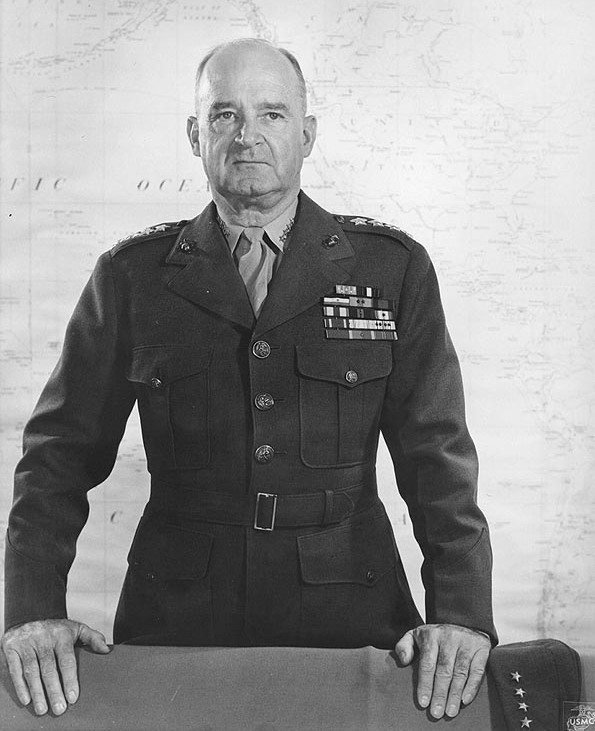
海兵隊総司令官在任中の肖像写真。

1944年1月1日、中将として第18代海兵隊司令官に就任。1945年4月4日には現役海兵隊士官として初めて大将に昇進。
ヴァンデグリフト在任中、海兵隊は米陸軍による海兵隊の任務吸収の試みから組織的脅威に直面していた。戦後、アメリカ国防体制再編に関する議論は、海兵隊の任務と役割を縮小する方向に傾いていた。その支持者には大統領トルーマンやアイゼンハワー元帥がいた。その権力闘争の中で、海兵隊はアメリカ合衆国議会と足並みを揃え、陸軍の提案の中で文民の監視が侵されることに警告を発した。
議会の支持を固めるため、ヴァンデグリフトは 1946 年5月6日に上院海軍委員会で「ひざまずいての演説」を行い、次のように締めくくった。
海兵隊は、私たちを創設した立法機関によって自分たちの将来が決定されるというこの権利を獲得したと信じているが、それ以上のものではない。感情は国家安全保障の問題を決定する上で正当な考慮要素ではない。私たちは私たち自身と過去に誇りを持っているが、国から受けるべき恩義を前提として主張することはない。ひざまずくことは私たちの海兵隊の伝統ではない。170年間の勤務を経て、海兵隊員が戦闘員として自らの主張を示せていないのであれば、彼は去らなければならない。しかし、陸軍省が彼に予定していた役立たずで卑屈な地位に屈服するのではなく、彼が尊厳と名誉を持って去る権利を獲得したということを、皆さんも同意していただけると思う。
英語原文:The Marine Corps, then, believes that it has earned this right—to have its future decided by the legislative body which created it—nothing more. Sentiment is not a valid consideration in determining questions of national security. We have pride in ourselves and in our past, but we do not rest our case on any presumed ground of gratitude owing us from the Nation. The bended knee is not a tradition of our Corps. If the Marine as a fighting man has not made a case for himself after 170 years of service, he must go. But I think you will agree with me that he has earned the right to depart with dignity and honor, not by subjugation to the status of uselessness and servility planned for him by the War Department.
1944年1月1日から1946年6月30日まで海兵隊総司令官として顕著な功績を残したヴァンデグリフト大将は海軍殊勲章を受賞した。1947年12月31日に司令官を解任され、1949年4月1日に退役した。

## 略歴
1927年　中国の内戦から米国民保護のため、上海に派遣
1933年　帰国。ヴァージニア州クアンチコにある海兵隊学校で上陸作戦のマニュアルの作成作業に参画
1935年　再び中国へ。北京在住の海兵連隊長（海兵大佐）に就く
1937年　海兵隊司令官トーマス・ホルコム海兵少将の参謀となる
1942年3月　第一海兵師団長に就く。同年8月7日、海兵隊1万1千名を伴ってガダルカナル島に上陸。それから5ヶ月間、同島を巡って日本軍との死闘が続けられた。同年12月、後続の部隊と交替し、同島を離れ、メルボルンへ
1943年11月 ブーゲンビル島上陸作戦後、ワシントンに帰る。そこで18代海兵隊総司令官に就任する。在任中の1945年には大将に昇進し、彼以降海兵隊総司令官は大将の指定職となっている。